# Joe Hoeffel

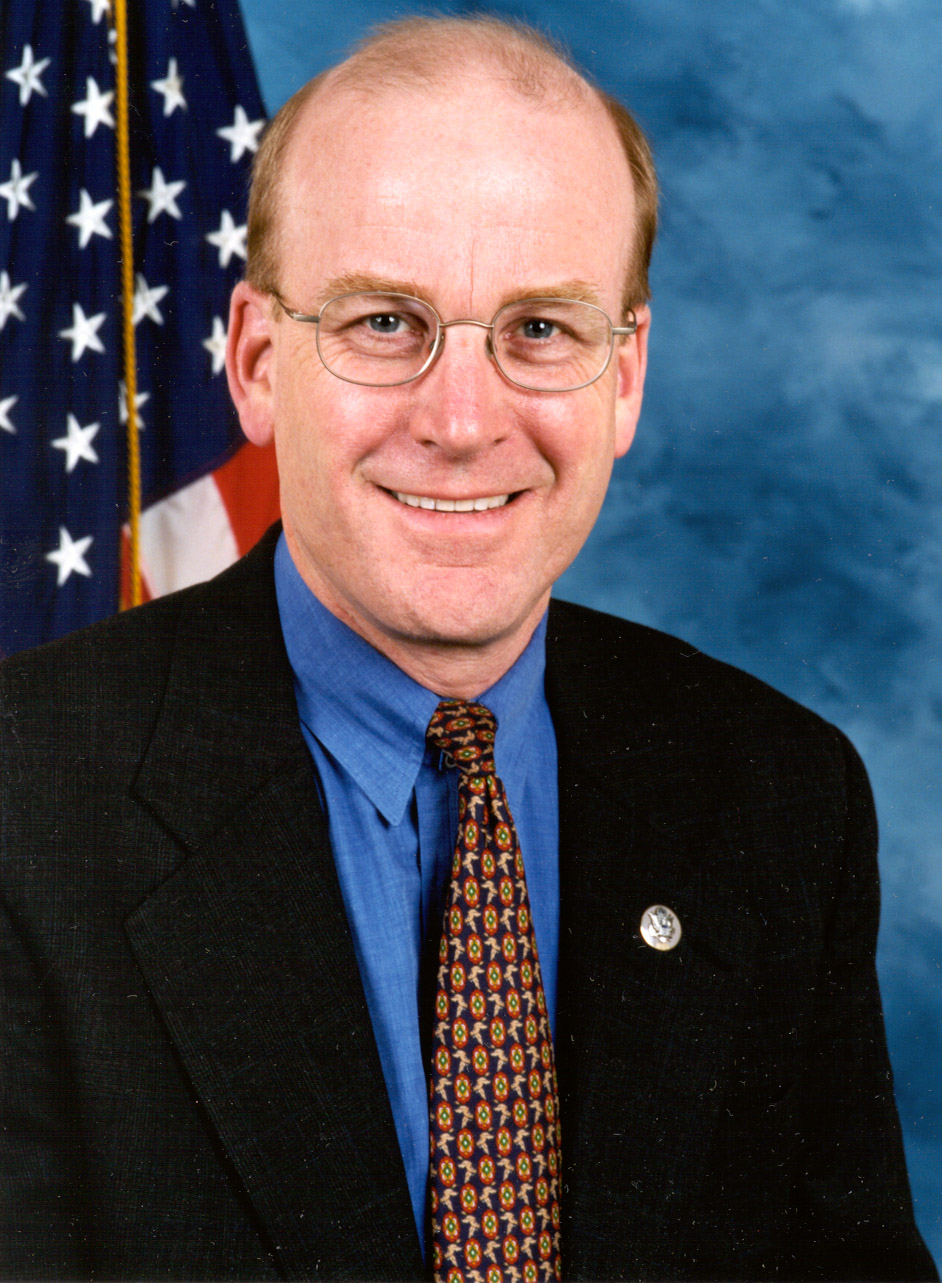
Joe Hoeffel

Joseph Merrill „Joe“ Hoeffel III (* 3. September 1950 in Philadelphia, Pennsylvania) ist ein US-amerikanischer Politiker. Zwischen 1999 und 2005 vertrat er den Bundesstaat Pennsylvania im US-Repräsentantenhaus.

## Werdegang
Joe Hoeffel besuchte die William Penn Charter School in Philadelphia und danach bis 1972 die Boston University. Anschließend studierte er bis 1986 an der Temple University Jura. Seit 1972 war er politisch aktiv. Er war ein Gegner des Vietnamkrieges und schloss sich der Demokratischen Partei an. Von 1977 bis 1984 saß er als Abgeordneter im Repräsentantenhaus von Pennsylvania; zwischen 1992 und 1998 war er Bezirksrat im Montgomery County.
Bei den Kongresswahlen des Jahres 1998 wurde Hoeffel im 13. Wahlbezirk von Pennsylvania in das US-Repräsentantenhaus in Washington, D.C. gewählt, wo er am 3. Januar 1999 die Nachfolge des Republikaners Jon D. Fox antrat. Nach zwei Wiederwahlen konnte er bis zum 3. Januar 2005 drei Legislaturperioden im Kongress absolvieren. In diese Zeit fielen die Terroranschläge am 11. September 2001, der Irakkrieg und der Militäreinsatz in Afghanistan.
Im Jahr 2004 verzichtete er auf eine weitere Kandidatur. Stattdessen bewarb er sich um die Wahl zum US-Senator, unterlag aber dem republikanischen Amtsinhaber Arlen Specter mit 42:53 Prozent der Stimmen. Zwischen 2006 und 2007 bekleidete er das Amt des Deputy Secretary of the Department of Community and Economic Development in Pennsylvania. Damit war er stellvertretender Staatsminister für wirtschaftliche Weiterentwicklung. Im Jahr 2010 trat er erfolglos in den Vorwahlen seiner Partei für das Amt des Gouverneurs von Pennsylvania an.
Joe Hoeffel ist verheiratet und Vater von zwei Kindern.